# Папа Климент VI
Папа Климент VI (лат. Papa Clemens VI), рођен као Пјер Роже (фр. Pierre Roger; 1291, Момон  - 12. децембар 1352, Авињон) био је поглавар Римокатоличке цркве (7. мај 1342 — 6. децембар 1352) у време Авињонског папаства. Као и све папа из тог периода и он је био француске народности.

## Успон до папског положаја
Као десетогодишњак, млади Пјер је ушао у бенедиктински манастир Шез Дје . Касније је докторирао на универзитету у Паризу. Био је речит говорник. Одскочна даска за даљи напредак у црквеној хијерархији, Рожеу је био избор Јована XXII за папу и постављање Пјера Гавејна од Мортмара за главног кардинала задуженог за Француску. Управо за време Гавејна, Пјер Роже је заузео положај приора манастира Светог Баудилуса од Нима и опатије Фекан у Нормандији, али његов највећи успех је именовање за бискупа Араса, 1328. године, чин којим је постао и саветник француског краља. После тога Роже доживљава вртоглави успон и већ следеће године бива постављен за надбискупа Санса, а, годину дана затим, и за надбискупа Руана. Године 1335. Роже је у Руану одржао покрајински црквени сабор, који је донео неке дисциплинске декрете. 1338. године папа Бенедикт XII га је прогласио за кардинала.

## Основне црте понтификата
Папа Бенедикт XII умро је 25. априла 1342. године, а Пјер Роже је изабран за новог папу 7. маја исте године, када узима име Климент VI. Иако је настојао да буде истински верски поглавар, нови папа није успео да се ослободи надзора француског краља. Штавише папство је пало под још већи утицај Француске, наставивши да губи политички углед и не покушавајући да обнови теократску политику Иноћентија III и Бонифација VIII. Клименту је тако једино остало да свим средствима покушава да се учврсти своју власт над црквом. Климентова зависност је била толико велика да су владари били неповерљиви према њему, чак и када се трудио да буде непристрасан. Уз то, мада није био ни зао ни претерано изопачен, духовност му није била јача страна, а живео је раскошно у свом лепом граду. Подигао је величанствену палату на обалама Роне и опколио град високим зидинама. Многи кардинали живели су у раскошном предграђу Вилнев на француској обали реке. Од двадесет пет кардинала који су проглашени за време његовог понтификата, већина су били Французи, од којих су дванаест били његови рођаци, што указује на невероватан ниво непотизма, који је владао у то време. Упркос свему томе, Климент је био активна и политички врло моћна личност.
Папа Климент је јуна 1347. године канонизовао Ива Бретањског (†1303), заштитиника сирочади. Осуђивао је Флагеланте, а 1351. године, храбро је одбранио калуђере просјаке, од секуларних прелата.

## Односи са Француском и италијанским државама
Одмах по преузимању положаја понтифа, Климент је покушао посредовати за мир између Енглеске и Француске. Упркос његовим превеликим симпатијама према Французима, које су изазвале енглеско неповерење, мир је ипак склопљен и то већ 1343. у Малеструи. Исте године, Авињон је посетила делегација римских грађана предвођена Петрарком, која је папи као Витезу Рожеу понудила сенаторско достојанство, затражила одржавање јубилеја сваких педесет уместо сто година, као и папин повратак у Рим. Климент је прихватио сенаторско достојанство и одржавање јубилеја сваких педесет уместо сто година. Ову другу одлуку је чак и потврдио Јединственом булом (лат. Unigenitus), али трећи захтев је одбио. Дана 9. јуна 1348. године био је откупљен суверенитет Авињона за 80.000 флорина и за објаву невиности у вези убиства мужа напуљске и провансалске краљице Јоване I. Јединствена була се убрзо исплатила и јубиларна 1350. година довела је масу ходочасника у Вечити град, а самим тим и велике приходе Светој столици. Што се тиче италијанске политике, папа Климент је покушао да ојача партију Гвелфа, али претрпевши тежак неуспех, био је принуђен уступити Болоњу миланском надбискупу на дванаест година.

## Папа и Свето римско царство
Климент је наследио дугогодишњи сукоб између папства и Лудвига IV, цара Светог римског царства. Сукоб се посебно разбуктао када је Мергарет Маулташ, војвоткиња Тирола, одбацила свог супруга Јохана Хајнриха Луксембуршког и удала се за Лудвига V Баварског, сина цара Лудвига. Да би папа признао тај чин, цар Лудвиг је био спреман и на највеће уступке. У септембру 1343. он је писао како би се зарад признања тог брака одрекао своје, како је признавао, незаконито стечене царске круне, уз само један услов, да му остане титула краља Римљана. 
Међутим, Климент је тражио још један уступак, да се сви закони у Светом римском царству доносе уз његово одобрење, укидање свих закона који су донети без пристанка Свете столице, отпуштање свих црквених лица које је цар самоиницијативно поставио и поврх свега, одрицање свих поседа на Папску државу, Сицилију, Сардинију и Корзику. Поставши врло попустљив, Лудвиг је дао ове захтеве немачким кнежевима на разматрање. Како је тада у царству владало велико нерасположење против против папе, због одвајања Прашке архидијацезе од главне архидијацезе у Мајнцу, које се одиграло 30. априла 1344. године, захтев је проглашен за неприхватљив и чак позвали на свргавање цара Лудвига, јер га није одмах одбацио.
Дана 7. априла 1345. папа је сменио надбискупа Мајнца, Хајнриха Фирнебуршког, ватреног присталицу тадашњег цара и на његово место поставио двадесетогодишњег Герлаха од Насауа. Само 6 дана касније, против цара је издата була, у којој је тражено да се изабере нови краљ Римљана. 11. јула 1346. за новог краља је изабран Карло Луксембуршки, син краља Бохемије, Јован Луксембуршки, и папин бивши ученик. У гласању, за њега су били краљ Бохемије, Рудолф од Саксоније и тројица црквених бирача. Карло IV у суштини је прихватио папине захтеве, али није одмах имао ауторитета да их наметне. Царство се нашло на ивици грађанског рата, али га је за длаку избегло. 11. октобра 1347. године, цар Лудвиг Баварски је умро у лову на дивље свиње у околини Минхена. Оставши без свог заштитника Вилијам Окамски, са својим присталицама, је признао папу. Већ тад се могла видети папина победа, али већа победа је тек предстојала. Погибија антикраља Гинтера Шварцбурга 14. јуна 1349. године је, сломивши опозицију, осигурала универзално признавање Карла IV за краља Римљана.

## Односи са православним земљама
Папа Климент покушавао је и да склопи црквену унију са православним земљама са Јерменским краљевством Киликијом и Византијским царством, али његови напори нису дали резултата, јер те земље нису желели доктриналну унију, колико помоћ против Турака. Њима у помоћ 1344. године сазван је крсташки рат против Турака. Међутим, рат није дао жељене резултате и завршен је неплодним примирјем.
Било је покушаја и да се Србија привуче западној цркви. Климент је био незадовољан дотадашњом црквеном политиком српског краља Стефана Душана и тражио је од њега почетком 1346. године да престане с прогоном католика и да врати которској бискупији изгубљене положаје. Папа је, вероватно још тада, дозволивши изузетно словенску службу хрватским глагољашима у прашкој надбискупији, намеравао, да уз помоћ краља Карла IV и боље образованих словенских калуђера из Бохемије постигне жељено јединство вере. С тим у циљу, Карло је 1347. године подигао глагољашки манастир Емаус у Прагу. Почетком исте године скадарски бискуп је обавестио папу о Душановој склоности за унију, што је изазвало живљу активност курије, да се та склоност приведе у дело. Папа је одмах писао важнијим католичким општинама Србије, као што су биле: Котор, Бар и Скадар, и неким угледним лицима, да покушају деловати на, сада цара, Душана. Нарочито је много полагао на утицајног Которанина, Николу Бућу, царевог протовестијара и главног финансијског стручњака Србије. Али, те вести нису биле у довољној мери проверене. Кад папине пријатељске поруке и позиви нису помагали, од 1350. године се прешло на претње. Позивани су Угарска, Млетачка република и Хоспиталци да ефикаснијим мерама утичу на српског цара, али без резултата; на последње позиве нико се није одазвао, јер су сви они имали других проблема. Душан је био противник католика, првенствено због њихове пропаганде у Албанији, коју је спроводио напуљски двор.

## Канарска острва
Око 1344. године Климент је одобрио суверенитет над Канарским острвима кастиљанском принцу Алфонсу де ла Серди, под условом да ниједан други хришћански владар не претендује на острво. Новом сувереном била је додељена титула Кнеза Фортуне, а он је пристао да на острво уведе хришћанство и да се стави под сизеренство Свете столице. Међутим, превођење урођеника у хришћанство није било успешно, иако је 1351. године на острво послат специјални бискуп Бернард из редова Кармелита.

## Феудална самовоља у Папској држави
Током Климентовог понтификата у Папској држави је владала феудална самовоља, који су становништву Папске државе, па и самог Рима, поставили тешке порезе и царине, чак их и пљачкали на друмовима. Занатлијама и трговцима у Риму пошло је за руком да збаце власт феудалаца 1347. године, када је у граду установљена република. На чело републике стао је 20. маја Кола ди Ријенци, хуманиста и пријатељ Петрарке, који је сањао о старом сјају Риму. Ријенци је, пошто је проглашен за народног трибуна, организовао градску милицију, чијом је помоћу успео да обузда феудалце и да их натера да се закуну на верност републици. Феудалци су били приморани да предају своја утврђења. Поред тога, Ријенци је средио порезе, укинуо тешке царине, које су отежавале трговину. Суровим судским пресудама успео је да оконча насиље и разбојништво феудалаца.
Сањајући о уједињењу целе Италије под вођством Рима, Кола де Ријенци се обратио италијанским градовима с позивом на тај чин. Међутим, то је изазвало неповерење код градова који су страховали за своју независност. Осим градова, против Римске републике био је и Климент, кога је трибун лишио световне власти у целој области Папске државе. Већ 15. децембра исте године, наступио је слом републике. Обновљена борба с феудалцима захтевала је велике расходе, па је Ријенци морао да прибегне повећавању пореза, које је у почетку смањио, што му је подрило популарност у широким масама римског становништва. У том тренутку, трибуну је тешко пало што га је Климент га прогласио за бунтовника и екскомуницирао. Не налазећи подршке ни међу римским становништвом ни у италијанским градовима, Ријенци је морао да бежи из Рима, када су се феудалци поново поново дочепали власти у граду, обновивши ранију анархију.
Ријенцију је сада последња нада био Свети римски цар, који је једини у том тренутку могао учинити крај анархији у Италији и завести социјалну правду. Међутим, цар Карло IV није желео сукоб с црквом, па га је предао Клименту, који га је бацио у тамницу.

## Унапређивање финансија
Пошто су због одласка из Рима изгубили све приходе из заоставштине Светог Петра, авињонске папе су морале да траже друге изворе средстава за свој двор. Код Климента је та појава посебно узела маха, јер је он својим расипништвом испразнио ризницу курије, коју је напунио његов претходник. Зато се управо у време његовог понтификата одиграло велико унапређење прикупљања папских прихода из читавог хришћанског света. Дажбине које су свештеници уплаћивали папи постале су много веће и сталне. Најважније међу њима била је уплата за палијум , коју су морали да плаћају сви надбискупи, сервицији - уплате бискупа и опата када ступају на дужност и анати — уплате годишњег прихода за потврђивање црквених бенефиција.
Климент свим средствима одстрањује свештенство од избора бискупа и опата и узима њихово постављање у своје руке, да би за то наплаћивао све нове таксе. Осим тога, и судска власт постаје извор бескрајних црквених такси. Мада се више нису водили крсташки ратови, Климент је и даље купио крсташки десетак, који је троши на различите потребе курије. У великом обиму продавале су се индулгенције. За вођење финансија био је створен огроман бирократски апарат и у самом Авињону и у провинцијама. Нарочити колектори имали су дужност да скупљају суме које су се, преко неколико централа, уплаћивале папској курији. Курија се за те сврхе користила услугама италијанских банкара, углавном фирентинских, који су стекли велике профите на кредитирању неуредних платежника и на преносним именицама.
Климент, који је из свих тих извора добијао огромне суме, трошио их је на весели и раскошни живот, који је изазивао дубоко негодовање и у народним масама и међу штедљивим грађанима. Ништа мање негодовање није изазивао непотизам. Ови порези нигде нису били добро примани, али на њих се нарочито жалила Енглеска, у којој је папа сматран савезником француског краља. Управо у овом периоду у Енглеском краљевству је почело да јача нерасположење према папству. Већ 1343. године, двојица кардинала су протерани из те земље. Али, то није био крај. Кулминација сукоба Енглеске и папства огледа се Статутом о провизорима из 1351. године, који је одузео папи право црквеног наименовања на положаје у Енглеској.

## Климент као добротвор
И поред безрезервне подршке француском краљу и непотизма током његовог понтификата, папа Климент био је заштитник потлачених и сиромашних. Његова храброст и добротворност показала се током пандемије куге, тзв. Црне смрти, која је захватила целу Европу, а која је у Авињону беснела од 1348. до 1349. године. Као и много пута пре тога, народ је и за ову несрећу оптужио Јевреје и убрзо је почело њихово масакрирање и велики прогони. Климент је, упркос народу, стао на страну Јевреја и издао неколико була, којима им је зајамчио заштиту и пружио им склониште у својој малој држави.

## Папа Климент и цар Душан
По католичкој верзији, стару бенедиктинску манастирску црква Св. Петра у Богдашићима је папа Климент VI тражио назад од цара Душана. То се налази у писму од 6. јануара 1346. у којем пише српском цару Душану да врати Которској бискупији цркве које је отео, а међу њима и Santi Petri de Gradez, Theiner II. Када је папа Климент чуо да су три члана Душановог законика (5., 6. и 7.) усмерена против католичке пропаганде међу Србима и у њима се говори о латинској јереси, папа је претио Душану да уништи та три члана или ће против њега подићи Европу (...contro di lui con le forze d Europa).

## Смрт
Након кратке болести Климент је умро 12. децембра 1252. године у Авињону, а према својој изричитој жељи сахрањен је у Шез Дјеу. Његови посмртни остаци су ту боравили до 1562. године, када су гроб оскрнавили, а папин леш спалили хугеноти.
За новог папу изабран је Етјен Ауберт, који је узео име Иноћентије VI.

## Галерија
- Папа Климент VI, фреска из капеле Светог Марцијала од Лиможа, која се налази у саставу Папске палате у Авињону. Фреска је из XIV века, насликао ју је Марио Ђованети.
- Папа Климент VI, камеја из Нотр Дама у Паризу.
- Статуа Пјера Рожеа, који је приказан као опат Фекана.